# Eurocup-3
L'Eurocup-3 è una competizione automobilistica europea, prevalentemente spagnola fondata da molti dei team che compongono il Campionato spagnolo di Formula 4.

## Storia
Dopo il successo del Campionato spagnolo di Formula 4 negli ultimi anni, in cui la griglia è cresciuta notevolmente, si è voluto creare nel 2023 un nuovo campionato sopra la Formula 4 in alternativa Campionato FIA di Formula 3 europea regionale e all'Euroformula Open.

### Budget
Il costo, aderito da tutti i team, è di 450.000 euro, uguale per tutti. Inoltre, per risparmiare sui costi il campionato propone di limitare i test, dal 1º marzo 2023 le prove private saranno proibite e sarà consentito girare solamente nelle 12 giornate ufficiali, 6 delle quali in programma il venerdì prima del weekend di gara.

### Il format di gara
Il format della categoria, nella quale potranno gareggiare piloti dai 16 anni in su, prevederà due turni di prove libere della durata di 40 minuti, due turni di qualifiche di 15 minuti e due gare della durata di 30 minuti più un giro. Per l’intero fine settimana di gara ogni vettura potrà utilizzare tre set di gomme nuove e due di gomme usate, mentre per le giornate di test i set di gomme nuove saranno solo due. Durante la stagione sarà concesso un solo cambio motore e due sostituzioni del turbo. I punti saranno attribuiti con lo stesso sistema della Formula 1 (25, 18, 15, 12, 10, 8, 6, 4, 2, 1). Il poleman di ciascuna qualifica sarà premiato con 2 lunghezze extra, mentre un ulteriore punto addizionale sarà dato all’autore del giro veloce nelle gare.

### Monoposto
La vettura utilizzerà un nuovo telaio progettato da Tatuus, una versione più leggera del telaio T-318 utilizzato nel Campionato FIA di Formula 3 europea regionale. L'auto utilizzerà lo stesso motore Alfa Romeo-Autotechnica della sua controparte autorizzata dalla FIA, anche se sintonizzata su 300 CV, e pneumatici Hankook. Si prevede inoltre di utilizzare un sistema push-to-pass.

## Circuiti
Nel 2023, primo anno della competizione, il calendario viene formato da otto eventi, quattro in Spagna e gli altri quattro in Europa. 
| Circuito                      | Presenze | Stagioni di utilizzo |
| ----------------------------- | -------- | -------------------- |
| Circuito di Aragón            | 1        | 2023-                |
| Circuito Ricardo Tormo        | 1        | 2023-                |
| Circuito di Jerez             | 1        | 2023-                |
| Circuito di Catalogna         | 1        | 2023-                |
| Circuito di Spa-Francorchamps | 1        | 2023-                |
| Autodromo nazionale di Monza  | 1        | 2023-                |
| Circuito di Zandvoort         | 1        | 2023-                |
| Circuito di Estoril           | 1        | 2023-                |

## Albo d'oro
| Anno | Pilota         | Rookie         | Team          |
| ---- | -------------- | -------------- | ------------- |
| 2023 | Esteban Masson | Bruno del Pino | Campos Racing |